# Utsu-P
Utsu-P (鬱P, lit. "Depressão-P"; Nagoia, 1 de dezembro de 1990) é um produtor musical japonês, DJ, e um dos pioneiros do movimento "Vocaloud", que une Vocaloid ao rock e metal. Utsu-P iniciou sua carreira em junho de 2008, publicando canções originais em sites como Niconico e Piapro, lançando seu primeiro trabalho, o extended play (EP) Doll, em 2009.

## Biografia
Antes de trabalhar como produtor musical, em seu período escolar, Utsu-P integrava uma banda formada por seus colegas, onde começou a tocar baixo com 13 anos de idade, sob a afirmação feita por seu amigo: "Voce tocará baixo, pois já estou com a guitarra". Mais tarde a banda foi encerrada e, após isso, com seus 17 anos de idade, começou a trabalhar como produtor Vocaloid desde então, criando canções originais. Em suas canções, o produtor utiliza filtros e efeitos nos Vocaloid, fazendo vocais semelhantes aos guturais utilizados no metal extremo. Em agosto de 2013, Utsu-P lançou seu primeiro álbum distribuído nacionalmente, intitulado Warufuzake, alcançando o 96° lugar na parada semanal de álbuns da Oricon. Warufuzake inclui gritos e rap feitos por Vocaloid, algo considerado difícil de realizar. Em agosto de 2014 foi lançado o álbum Algorithm, vindo a ser lançado nacionalmente em 10 de setembro de 2014. De acordo com o site Natalie, "Algorithm incorpora elementos modernos de sintetizador, criando canções cativantes e barulhentas".

## Influências
Utsu-P cita System of a Down, Korn, Hatebreed, Protest the Hero, Kin'niku Shōjo Tai, The Band Apart, B'z, Aerosmith e Mr. Big como influências de sua música.

## Discografia

### Álbuns de estúdio
| Ano  | Detalhes do álbum | Desempenho nas paradas |
| Ano  | Detalhes do álbum | JPN Oricon             |
| ---- | --- | ---------------------- |
| 2009 | Diarrhea (DIARRHEA) - Lançado: 15 de novembro de 2009 - Gravadora: My Song Is Shit - Formato(s): CD                              | —                      |
| 2010 | Traumatic (TRAUMATIC) - Lançado: 14 de novembro de 2010 - Gravadora: My Song Is Shit - Formato(s): CD                            | —                      |
| 2011 | Psychodrama (PSYCHODRAMA, Colaboração com Sekihan) - Lançado: 13 de agosto de 2011 - Gravadora: My Song Is Shit - Formato(s): CD | —                      |
| 2012 | Moksha (MOKSHA) - Lançado: 30 de abril de 2012 - Gravadora: My Song Is Shit - Formato(s): CD, download digital                   | —                      |
| 2013 | Warufuzake (悪巫山戯) - Lançado: 7 de agosto de 2013 - Gravadora: My Song Is Shit / Due. - Formato(s): CD                        | 96                     |
| 2014 | Algorithm (ALGORITHM) - Lançado: 17 de agosto de 2014 - Gravadora: My Song Is Shit / Due. - Formato(s): CD                       | —                      |

### Extended plays(EP)
| Ano  | Detalhes do álbum                                                                                |
| ---- | ------------------------------------------------------------------------------------------------ |
| 2009 | Doll (DOLL) - Lançado: 17 de maio de 2009 - Gravadora: My Song Is Shit - Formato(s): CD          |
| 2011 | P - Lançado: 27 de março de 2011 - Gravadora: My Song Is Shit - Formato(s): CD, download digital |
| 2011 | Doku (毒) - Lançado: 14 de novembro de 2011 - Gravadora: My Song Is Shit - Formato(s): CD        |
| 2012 | Zoku (俗) - Lançado: 31 de dezembro de 2012 - Gravadora: My Song Is Shit - Formato(s): CD        |
| 2014 | Teyaki (TEYAKI) - Lançado: 30 de dezembro de 2014 - Gravadora: My Song Is Shit - Formato(s): CD  |

### Coletâneas
| Ano  | Detalhes do álbum                                                                |
| ---- | -------------------------------------------------------------------------------- |
| 2013 | CD-R - Lançado: 7 de julho de 2013 - Gravadora: My Song Is Shit - Formato(s): CD |

### Álbuns deremixes
| Ano  | Detalhes do álbum                                                                           |
| ---- | ------------------------------------------------------------------------------------------- |
| 2014 | Okazu (おかず) - Lançado: 26 de abril de 2014 - Gravadora: My Song Is Shit - Formato(s): CD |